# 西けいこ
西 けいこ（にし けいこ）は、日本の女性歌手。長崎県長崎市出身。国立音楽大学演奏学科声楽科卒業。全国童謡歌唱コンクールにて九州・沖縄地区最優秀賞を受賞した経験があるほか、大学4年時に日本各地の舞台を巡るステージショー「NHKおかあさんといっしょ宅配便」小劇場のうたのおねえさんのオーディションに合格。それ以降うたのおねえさんとして舞台に出演し、2014年4月〜2019年3月までNHKおかあさんといっしょ番組内で放送の体操の歌『ブンバ・ボーン!』の女性ボーカルパートを担当。「ガラピコぷ〜がやってきた‼︎」、「ガラピコぷ〜小劇場」、「ワンワンとあそぼうショー」などの舞台に歌のお姉さんとして出演中。その他、様々なイベントにて歌や司会も務める。